# Butler (Alabama)
Butler es un pueblo ubicado en el condado de Choctaw en el estado estadounidense de Alabama. En el censo de 2000, su población era de 1952. 

## Demografía
En el 2000 la renta per cápita promedia del hogar era de $ 35.302$, y el ingreso promedio para una familia era de 43.056$. El ingreso per cápita para la localidad era de 18.221$. Los hombres tenían un ingreso per cápita de 38.750$ contra 20.700$ para las mujeres.

## Geografía
Butler está situado en 32°5′29″N 88°13′14.462″O / 32.09139, -88.22068389 (32.091526, -88.220684).
Según la Oficina del Censo de los EE. UU., la ciudad tiene un área total de 5.60 millas cuadradas (14.50 km ²).